# Didier Boulet
Didier Boulet (18 november 1968) is een Belgisch voormalig voetballer die speelde als aanvaller.

## Carrière
Boulet speelde voor Charleroi en KRC Genk.